# Баянмунхе
Баянмунхэ (монг. Баянмөнх, «вечно богатый») — сомон аймака Хэнтий, Монголия.
Климат резко континентальный.
Премьер-министр МНР 1984—1990 Думаагийн Содном родился в этом сомоне.